# Talaromyces barcinensis
Talaromyces barcinensis är en svampart som beskrevs av Yaguchi & Udagawa 1993. Talaromyces barcinensis ingår i släktet Talaromyces och familjen Trichocomaceae.   Inga underarter finns listade i Catalogue of Life.